# Gilberto Nascimento
Gilberto Nascimento Silva (São Paulo, 9 de julho de 1956) é um advogado e político brasileiro filiado ao Partido Social Democrático (PSD).  Foi três vezes vereador pela cidade de São Paulo, duas vezes deputado estadual e está no terceiro mandato como deputado federal por São Paulo.
Formou-se em Direito em 1980, pela Faculdades Integradas Guarulhos. Ligado à Assembleia de Deus, também formou-se em Teologia pelo Instituto Teológico Pentecostal do Brasil. Começou sua militância partidária em 1978, ingressando na juventude do MDB por convite de Franco Montoro e Ulysses Guimarães.  Em 1982, a convite da igreja, participou de sua primeira campanha eleitoral, elegendo-se vereador como um dos mais votados de São Paulo e o mais jovem das eleições.
Elegeu-se mais 3 vezes como vereador, duas vezes como deputado estadual e depois foi eleito a deputado federal. Também é ex-delegado da Polícia Civil do Estado de São Paulo (1990-1995).
Eleito pelo PMDB, em sua atuação na Câmara Municipal de São Paulo, Gilberto Nascimento conseguiu excluir os cultos religiosos da fiscalização da Lei do silêncio, aprovada por Paulo Maluf em dezembro de 1994. Em seu primeiro ano na Assembleia Legislativa de São Paulo, também eleito pelo PMDB, apresentou projeto que proibia a venda de bebidas alcoólicas em estádios de futebol, sancionado em 1996. A lei foi apontada como um dos pilares na redução da violência entre torcidas nos estádios. Em 1999, ocupou a 4ª secretaria da ALESP.
Em 2002, apoiou a candidatura de Anthony Garotinho (PSB) para presidente. Já filiado ao Partido Socialista Brasileiro, pelo qual foi eleito à Câmara dos Deputados, foi vice-presidente do Diretório Estadual por um ano. Em 2003, Nascimento integrou a CPI do Banestado. Em 2006, foi acusado pela suposta participação no Mensalão, o que não ficou comprovado. Também foi acusado no Escândalo das Sanguessugas, esquema de corrupção que desviava recursos para a compra de ambulâncias superfaturadas. Nascimento foi indiciado em 2007 pela Polícia Federal, mas nada foi comprovado.
Novamente no PMDB, não se reelegeu em 2006. Nas eleições de 2010, Gilberto seria segundo suplente do Senador Aloysio Nunes, mas desistiu da candidatura.
Voltou a ser eleito deputado federal em 2014, para a 55.ª legislatura (2015-2019), pelo PSC, com 120.044 votos. Votou a favor do processo de impeachment de Dilma Rousseff. Já durante o Governo Michel Temer, votou a favor da PEC do Teto dos Gastos Públicos. Em abril de 2017 foi favorável à Reforma Trabalhista. Em agosto de 2017 se ausentou da votação do processo em que se pedia abertura de investigação do então presidente Michel Temer, ajudando a arquivar a denúncia do Ministério Público Federal. Na sessão do dia 25 de outubro de 2017, o deputado, mais uma vez, votou contra o prosseguimento da investigação do então presidente Michel Temer, acusado pelos crimes de obstrução de Justiça e organização criminosa. O resultado da votação livrou Temer de uma investigação por parte do STF.
Foi reeleito em 2018, no terceiro mandato à Câmara, com 91.797 votos.
Reeleito em 2022, se filiou ao PSD no pós-eleição.